# Sinus intercaverneux
Le sinus intercaverneux sont au nombre de deux, un antérieur et un postérieur, et relient les deux sinus caverneux.
L'ensemble des deux sinus intercaverneux et des deux sinus caverneux forme une structure elliptique appelé sinus coronaire.

## Sinus intercaverneux antérieur
Le sinus intercaverneux antérieur (ou sinus coronaire antérieur) passe devant la selle turcique. Il sus-jacent à l'hypophyse.

## Sinus intercaverneux postérieur
Le sinus intercaverneux postérieur (ou sinus coronaire postérieur) passe derrière la selle turcique. Il sus-jacent à l'hypophyse.

## Variation
Le sinus intercaverneux antérieur est généralement le plus grand des deux.
L'un ou l'autre est parfois absent.